# Yuri Maslyukov
Yuri Dmitriyevich Maslyukov (30 de setembro de 1937 - 1 de abril de 2010) foi um político russo. Antes do colapso da União Soviética, ele ocupou vários cargos de chefia com o Partido Comunista da União Soviética, incluindo o cargo de Primeiro Vice-Ministro da Indústria e da Defesa da União Soviética.